# 津輕信義
津輕信義（日语：／ Tsugaru Nobuyoshi，1619年2月15日—1655年12月22日），日本江戶時代陸奧國弘前藩的第三代藩主。父親是二代藩主津輕信牧，母親是石田三成之女辰姬。官位至從五位下土佐守。
他生於1619年陰曆的一月一日，幼名叫平藏，起初名叫信吉。1631年，因為父親過世而繼位為藩主。因為當時他還年幼，因此引起家中的騷動，後來得到幕府的幫助而安定家事，也積極的強化了信義的藩主權力。他在位期間的治績是開發津輕的新田、尾太銅山等等，功績很多。除此之外，他有二十五個兒子與二十六個女兒，子女相當多。
1655年陰曆十一月二十五日，信義在江戶神田邸過世，年三十七，由其長子津輕信政繼承藩主之位。信義過世後，家臣裡有四人追隨他而殉死，這都因為信義是一位名君的關係。